# 雷電III
『雷電III』（らいでんスリー）はMOSSが開発し、タイトーから2005年にリリースされたアーケードゲーム。ジャンルはシューティングゲームである。雷電シリーズ第4作目である。
2006年にはWindows版と、2005年9月22日はPlayStation 2版が発売されている。Windows版も、Steamに再リリースされている。

## ゲームのルール
8方向レバー、2ボタン（ショット、ボンバー）でプレイヤー機の「ファイティングサンダーME-02」を操作する。これまでのシリーズでは1周が8面で以降ループするゲームだったが、本作は全7ステージで、クリアするとゲームオーバーとなる。

### アイテム
特定の敵が持っており、その敵を破壊するとアイテムが出現する。本作からは違う色のアイテムを取得してもパワーアップするようになった（最大5段階まで）。パワーアップが最高の状態で取得するとボーナス点が入る。
- バルカン（赤）:

本作から前方3方向バルカンが初期装備となった。パワーアップにより最大7方向まで発射でき、前方を広くカバーする。
- レーザー（青）:

パワーアップすると太くなる。狭い範囲を集中して高火力の攻撃を行う。
- プロトンレーザー（緑）:

レバーを左右に振ることで攻撃を行う。本作から追加された。
- ニュークリアミサイル[M]:

前方へミサイルを発射。初速こそ遅いものの高い威力を誇る。
- ホーミングミサイル[H]:

敵に誘導するミサイルを発射する。威力は低い。
- レーダーミサイル[R]:

本作から追加されたミサイルで前方の敵を追尾する性質を持つ。真横や後方の敵には追尾しない。また本作ではバグにより火力がニュークリアミサイルよりも高くなってしまっている。

### 特殊なアイテム
- 勲章 - 取得すると点数が入る。またステージクリア時に取得数に応じてボーナス点が入る。
- フェアリー - 特定の場所に撃ちこみ続けると出現する。取得すると一万点ボーナス。取得しておくと、ミスした後に再度現れ、複数のアイテムをばら撒いてくれる。
- フルパワー - 取得すると所持している全ての武器が最高パワーアップ状態になる。コンティニュー時に出現することが多い。
- 1UP - 3面と6面で特定の条件を満たすと出現。取得すると残機が1機増える。なお、得点によるエクステンドは無い。

### フラッシュショットシステム
本作から追加されたシステムで敵が出現してから倒すまで時間に応じて倒した敵の素点に倍率が掛かる。最大倍率は2.0倍。

## 移植作品
- プレイステーション2版

2005年9月22日発売。発売元はタイトー。
- Windows版

2006年3月17日発売。発売元はサイバーフロント。
2014年9月25日もSteamに再リリースされている、ゲーム界面は英語に変更。発売元はUFO Interactive。
- PlayStation 4、PlayStation 5、Nintendo Switch、Xbox One、Xbox Series X/S

2023年2月23日発売。ゲーセンミカドとのコラボレーションによるアレンジBGMが収録。

### 移植版のみのモード
- スコアアタックモード&ステージセレクト

全ステージから1ステージ選んで点数を競うモード。ステージ選択で武器の選択も可能。
- ギャラリー

画像とイラストが見られるモード。ゲームを進むことによって追加される。リプレイデータの再生も可能。
- ボスラッシュモード

アーケードモードを一度クリアすることによってプレイできるモード。雑魚敵も出現するが、基本的にはボスを連続して攻略する。ボスラッシュモードをコンティニューせずに最後までクリアしないと一切スコアが記録できない。
- 難易度設定

アーケード版と同様に7段階を選択できる。
- ダブルプレイモード

アーケード版でもコマンドを入力することでプレイ可能だが、移植版では最初からプレイ可能。